# Criollo (Kakao)
Criollo (spanisch Kreole („Einheimischer“), Aussprache [ˈkrjoʎo]) ist eine Varietät des Kakaobaumes (Theobroma cacao). Man geht davon aus, dass alle Kakaosorten von den beiden Grundtypen Criollo und Forastero abstammen.

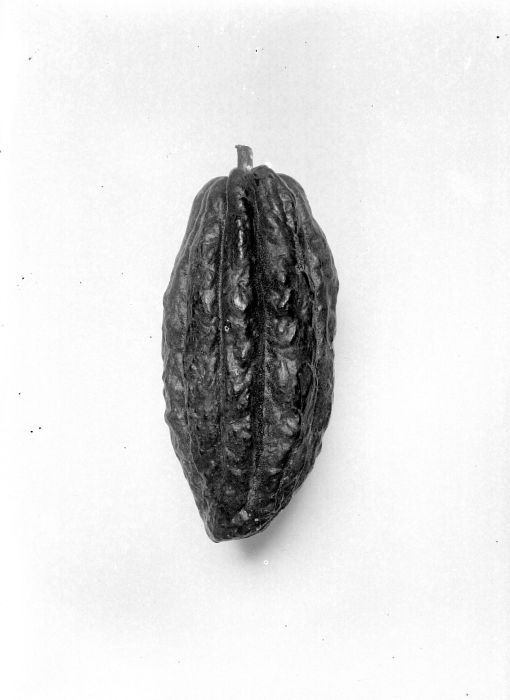
Frucht des Criollo-Kakao.

## Allgemeines
Der Criollo gilt als die Edelste unter den Kakaosorten, da die Kakaobohnen wenig Bitterstoffe (Polyphenole) und einen geringen Säuregehalt haben. Da diese Kakaopflanze nicht in Monokulturen, sondern zum Sonnenschutz nur in Mischbepflanzung wächst, entwickeln sie angenehme Nebenaromen, die je nach Sorte zum Beispiel an Nüsse, Karamell, Waldbeeren oder Tabak erinnern. Allerdings sind diese Kakaobäume weniger ertragreich als die Hauptsorten des Forastero (auch Amazonica genannt) und oftmals anfällig gegenüber Pilzen und Schädlingen, weshalb Criollo-Kakaos auf dem Weltmarkt kaum eine Bedeutung haben. Der Anteil aller Edelkakaos inklusive Criollo an der Weltproduktion beträgt rund 5 Prozent.
Die ersten Kakaobäume, die kultiviert wurden, waren Criollos und wurden zuerst von den Olmeken, dann von Maya und Azteken in Mittelamerika angebaut. Der Criollo-Kakao erhielt seinen Namen, als fast der gesamte in Europa importierte Kakao aus Venezuela stammte. So nannte man die in Venezuela einheimischen Sorten „Criollo“, alle später eingeführten Sorten bezeichnete man als Forastero (spanisch ‚Fremdling‘). Allerdings waren die venezolanischen Kakaobäume zu der Zeit keine reinerbigen Criollos mehr, sondern es handelte sich schon um Mischlinge mit Einflüssen von Forasteros aus dem Amazonas-Gebiet. Da man heute die Pflanzen nicht mehr allein aufgrund der Fruchtform und anderer morphologischer Eigenschaften charakterisiert, sondern aufgrund von Analysen des Erbgutes, unterscheidet man zwischen den ursprünglichen, reinerbigen Criollos und den heutigen Criollos, das heißt Sorten, die traditionell als Criollo gelten und vorwiegend in Venezuela beheimatet sind.
Zur Fruchtform siehe auch: Varietäten des Kakaobaumes

## Ursprüngliche Criollos
Ursprüngliche, reinerbige Criollos sind sehr selten und konnten in Venezuela, der angrenzenden Andenregion und in Mittelamerika gefunden werden. Die Pflanzen weisen eine sehr geringe genetische Diversität auf, so dass man heute davon ausgeht, das alle Kakaosorten aus Kreuzungen der beiden Grundtypen Criollo und Forastero entstanden sind.
- Porcelana gilt als besonderer Criollo. Diese Sorte wurde 1961 südlich des Maracaibo-Sees (Sur del Lago de Maracaibo) im venezolanischen Bundesstaat Zulia entdeckt. Er besitzt glatte, grüne bis rote Früchte des Typs Angoleta. Kakaos dieser Sorte werden in Venezuela in Plantagen angebaut und zu edler Schokolade verarbeitet.

- Guasare stammt aus der kolumbianischen Provinz Guajira an der Grenze zu Venezuela. Er besitzt grüne Früchte mit rauer Oberfläche in Angoleta-Form.

- Pentagona wurde früher aufgrund seiner Fruchtform als eigene Art angesehen und als Theobroma pentagonum Bernoulli 1869 oder „Alligator-Kakao“ bezeichnet. Es handelt sich jedoch um einen reinerbigen Criollo aus dem Bundesstaat Táchira in Venezuela.

- Criollo Andino (Anden-Criollo) bezeichnet einen Criollo mit langen, zylindrischen Früchten aus den venezolanischen Anden-Bundesstaaten Mérida und Táchira.

- Lacandón ist der Name eines Regenwaldes im Bundesstaat Chiapas in Mexiko. Dort hat man einen „wilden“ Criollo entdeckt, der vermutlich ein Relikt des Kakaoanbaus der Maya ist.

## Heutige Criollos (Criollo-Hybride)
Heutige Criollos sind durch Einkreuzung mit Kakaosorten des Typs Forastero oder Trinitario entstanden. Genetisch ähneln sie den Trinitarios, die aus einer Kreuzung zwischen Criollo und Forastero entstanden sind. Aufgrund ihrer besonderen geschmacklichen Eigenschaften zählt man sie zu den Criollos.
- Ocumare 61 (OC-61) ist ein wichtiger Criollo-Hybride aus der Region Ocumare de la Costa (Bundesstaat Aragua, Venezuela). Er besitzt raue, grüne bis gelbe Früchte in Cundeamor-Form. Fermentierte Kakaobohnen dieser Sorte entwickeln Aromen von Mandeln und Kirschen und finden bei der Herstellung edler Schokoladen Verwendung.

- Chuao ist eine Kreuzung aus Criollo und Trinitario. Man findet ihn an der Küste des Bundesstaates Aragua in Venezuela. Er besitzt rote, leicht gefurchte Früchte in Angoleta-Form.

## Cadmiumbelastung
Die Belastung von Kakao mit Cadmium ist relativ hoch. Criollo weist dabei die höchsten Gehalte auf.

## Film
- Ein Traum von Schokolade. Dokumentarfilm, Deutschland, Frankreich, 2004, 52 Minuten; Buch und Regie: Jörg Daniel Hissen, Peter Moers; Produktion: MedienKontor FFP, GEO, arte; Reihe: 360° – Geo Reportage; Erstsendung: 30. Dezember 2004, Inhaltsangabe von arte mit Videoclip (1:37 Minuten); Sendungstext.